# World Saxophone Quartet

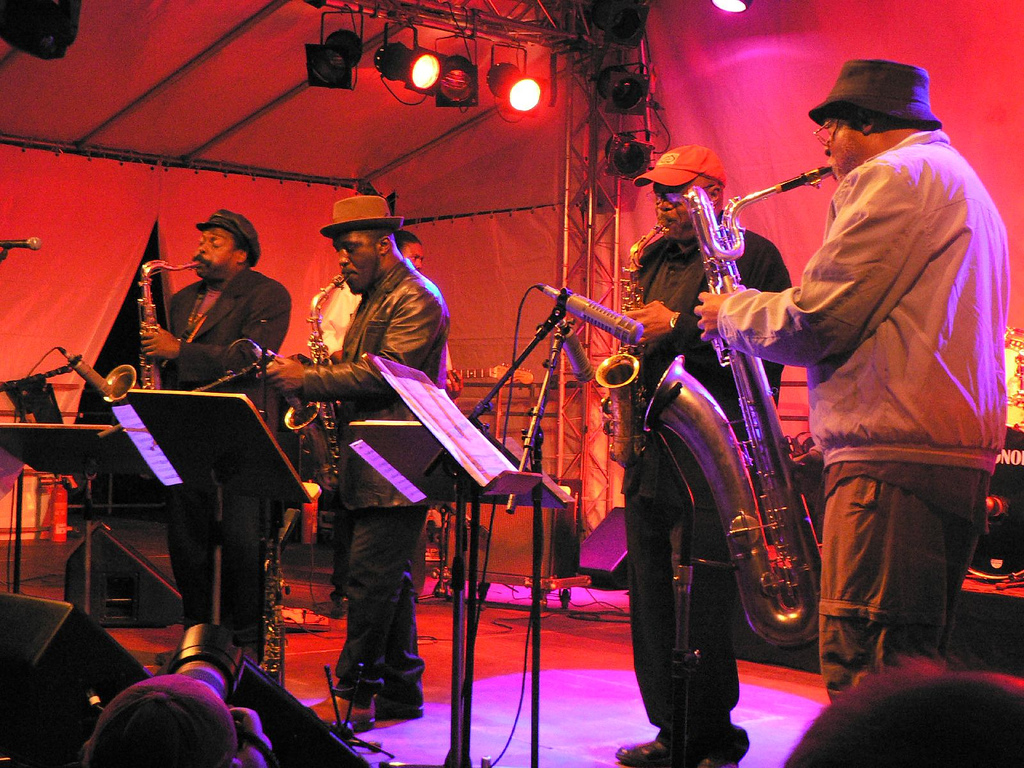
World Saxophone Quartet 2007 (von links nach rechts: David Murray, Tony Kofi, Oliver Lake und Hamiet Bluiett. Photo: Andy Newcombe)

Das World Saxophone Quartet wurde 1977 von den Jazz-Saxophonisten Hamiet Bluiett, Julius Hemphill, Oliver Lake und David Murray als Saxophonquartett gegründet. In der Besetzung mit zumeist zwei Alt-, einem Tenor- und einem Baritonsaxophon versuchen sie ein ähnliches Klangspektrum zu erreichen wie ein klassisches Streichquartett. Die Musiker setzen jedoch auch andere Instrumente ein und spielen – insbesondere bei späteren Produktionen – auch mit Perkussionisten (wie mit Jack DeJohnette) und teilweise auch mit Bassisten zusammen. Aus dem Quartett lösen sich während eines Auftritts auch kleinere Gruppen heraus (für Trio-, Duo- und Solostücke). Wurde anfangs nur selbstgeschriebene Kompositionen aufgeführt, entstanden später Konzeptalben, die sich beispielsweise mit dem Werk von Duke Ellington oder der Soulmusik beschäftigten.
Das erste Konzert des Quartetts organisierte der Musikpädagoge und Saxophonist Kidd Jordan in New Orleans; die Formation war bereits 1978 zum ersten Mal auf Tournee in Europa, wo es zunächst auf dem Moers Festival, 1981 auf dem Jazz Festival Zürich und bis Mitte der 1980er bei allen wichtigen Festivals auftrat. Nach dem Ausstieg von Hemphill kam Arthur Blythe in das Ensemble, wurde aber später durch Eric Person, dann durch James Spaulding und durch John Purcell ersetzt. Kidd Jordan war Ehrengast des WSQ bei ihrem Konzert im Jahr 2009 auf dem Festival Banlieues Bleues in Frankreich.
Für Plattenaufnahmen wurde die Quartettbesetzung mitunter um Musiker wie Ronnie Burrage (1996), Jack DeJohnette (1998), D. D. Jackson (1998), Craig Harris, Matt Garrison und Billy Bang (2003) erweitert. Das Quartet trat auch mit David Murrays M'Bizo (featuring Pinise Saul) auf.

## Diskografie (Auswahl)
- 1979: Steppin' with the World Saxophone Quartet (Black Saint/Soul Note)
- 1981: W.S.Q. (Black Saint)
- 1982: Revue (Black Saint)
- 1984: Live in Zurich (Black Saint)
- 1986: Live at Brooklyn Academy of Music (Black Saint)
- 1986: Plays Duke Ellington (Nonesuch)
- 1987: Dances and Ballads (Nonesuch)
- 1989: Rhythm and Blues (Elektra/Musician)
- 1991: Metamorphosis (Elektra Nonesuch)
- 1994: Breath of Life (Elektra Nonesuch, mit Tarik Shah)
- 1994: Moving Right Along (Black Saint)
- 1996: Four Now (Justin Time; mit den Perkussionisten Chief Bey, Mor Thiam und Mar Gueye)
- 1996: Takin' It 2 the Next Level (Justin Time)
- 1998: Selim Sivad, a Tribute to Miles Davis (Justin Time)
- 1999: M'Bizo (Justin Time)
- 2000: Requiem for Julius (Justin Time)
- 2001: 25th Anniversity: the New Chapter (Justin Time)
- 2002: Steppenwolf (Justin Time)
- 2004: Experience (Justin Time)
- 2006: Political Blues (Justin Time)
- 2011: Yes We Can (Jazzwerkstatt)